# Ставрос (порнографски филм)
Ставрос 1 и 2 (итал. Stavros I & II), заједно са филмом Представљам вам моју жену (итал. Vi presento mia moglie) чини DVD издање три италијанска порнографска филма снимана 1999. и 2000. године. Сва три филма режирао је Марио Салијери (итал. Mario Salieri). DVD у Србији издало је предузеће Hexor 2006. године у тиражу од 300 комада. Интерна ознака српског издавача је DS10, а каталогизација COBISS.SR-ID 219445255.

## Опис са омота
Ставрос 1 и 2: Сага о сиромашној породици грчких емиграната и њиховом сину Ставросу. Прича подсећа на биографију тајанственог богаташа Аристотела Оназиса. Да ли је Марио Салијери имао њега на уму када је правио ово ремек дело у два дела?